# Breizh Info
Ne doit pas être confondu avec Hebdomadaire Breizh Info ou Breiz Atao.
Breizh-Info est un site web d'extrême droite identitaire, créé en 2013 et dirigé par Yann Vallerie. Il est mis en cause pour sa diffusion régulière de fausses informations.

## Historique
Yann Vallerie, fondateur du site Breizh-Info,,,,, est l'ancien président du mouvement identitaire d'extrême droite Jeune Bretagne. Il crée le site en 2013.
En novembre 2022, le collectif français des Sleeping Giants obtient le bannissement de Breizh-Info par Google Adsense, le service publicitaire de Google ; Breizh Info se plaint de perdre 12 000 € de revenus annuels. Le site est hébergé en Lituanie chez un sous-traitant d’une entreprise américaine.

## Ligne éditoriale
Les articles du site couvrent principalement l'actualité bretonne et se concentrent sur des faits divers impliquant des immigrés, des musulmans ou des Français d'origine étrangère. Les auteurs utilisent le plus souvent des pseudonymes.
Le mensuel Le Peuple breton considère le site comme « un organe de presse de la fachosphère »,.
Yann Vallerie définit le site comme « généraliste, plutôt de droite ». Breizh-Info ressemble à un site d’information « classique », mais ce site dit de « réinformation » est en réalité un relais de la propagande d’extrême droite. Si le site affiche une apparence banale et affirme traiter « de l’actualité bretonne et internationale », il n'annonce pas son objet réel, qui se centralise sur les thématiques d'extrême droite, identité nationale, migrants et islam notamment, mettant en exergue de petits faits divers et taisant « toute information qui ne va pas dans leur sens »,. Selon Benjamin Tainturier, spécialiste de l’influence des discours de l’extrême droite sur le champ médiatique français la logique de Breizh-Info est de se saisir de ces événements pour faire de la propagande, en prenant le particulier pour le général.

## Diffusions de fausses informations
Le Décodex du Monde indique que Breizh-Info « diffuse un nombre significatif de fausses informations et/ou d'articles trompeurs ». L'Express juge le site peu rigoureux et relève plusieurs informations erronées. Selon le journaliste David Doucet, l'emprunt aux codes du journalisme n'est que superficiel, « ils font surtout du militantisme en ligne », ne publient jamais d'article contrecarrant leur vision idéologique, n'essaient pas de contacter leur contradicteur, et « bien souvent ils assènent leur propre vérité ». Selon La revue des médias de l'INA, c'est un des sites locaux de réinformations les plus populaires. 
Un rapport de NewsGuard publié en 2020 présente Breizh-Info comme un des sites français les plus influents dans la propagation de fausses informations concernant la pandémie de Covid-19.  Selon Conspiracy Watch, Breizh-Info présente également une approche conspirationniste d’événements (comme les attentats du 11 septembre 2001 ou l’attaque chimique de Douma en Syrie) et sur la vaccination. Breizh Info est par ailleurs relayé par des sites conspirationnistes, dont Égalité et Réconciliation, Le Salon beige et Riposte laïque.
En 2020, la plateforme de vérification NewsGuard classe Breizh-info parmi les principales sources de désinformation en France. 
Selon le site Next, des articles de presses quotidiennes auraient été plagiés grâce à l'intelligence artificielle, ce que dément Yann Vallerie qui affirme que l'IA n'est utilisée que pour de la création d'images ou de la correction orthographique,. Malgré de nombreuses infox, un journaliste local relève cependant que la qualité de certaines informations des faits divers publiés par Breizh-info laisse supposer des sources provenant des forces de l'ordre ou d'avocats.
En 2022, Google exclut Breizh-info de son programme publicitaire Adsense, entraînant une perte que le site estime à plus de 10 000 euros par an.

## Plaintes et condamnations
Le texte peut changer fréquemment, n’est peut-être pas à jour et peut manquer de recul. 
Le titre et la description de l'acte concerné reposent sur la qualification juridique retenue lors de la rédaction de l'article et peuvent évoluer en même temps que celle-ci.
En 2015, une plainte est déposée contre Breizh Info à la suite de la parution d'un billet « évoquant des troubles lors de l'hommage à Charlie Hebdo ».
En décembre 2023, Yann Vallerie et un journaliste de Breizh Info sont condamnés à 2 500 € d’amende chacun par le tribunal correctionnel de Rennes pour « injure publique en raison de l’origine, l’ethnie, la nation, la race ou la religion » et « diffamation envers particulier »,,. Ces derniers avaient publié une interview de Jean-Eudes Gannat, ancien dirigeant de L'Alvarium,, qui critiquait la Une du journal Ouest-France en ciblant explicitement les origines guadeloupéenne du journaliste. Saisie d'un appel des condamnés, le 4 septembre 2024, la cour d'appel de Rennes relaxe Yann Vallerie, le fondateur du site d’extrême droite Breizh-Info, son journaliste et le directeur de l’Alvarium. La cour estime que les propos ne « dépassent pas les limites admissibles de la liberté d’expression » et que « l'infraction d'injure n'est pas caractérisée » ; un pourvoi en cassation est déposé,,. 